# Суйта
Су́йта (яп. 吹田市 Суйта-си) — особый город Японии, расположенный на острове Хонсю. Находится на севере префектуры Осака. Площадь города составляет 36,11 км², население — 365 612 человек (1 августа 2014), плотность населения — 10 124,95 чел./км². Развиты металлургическая, машиностроительная, текстильная промышленность.
Здесь проводилась всемирная выставка 1970 года.
Также в городе находятся два крупных университета Японии: Осакский университет и Университет Кансай.